# Critoniopsis pugana
Critoniopsis pugana là một loài thực vật có hoa trong họ Cúc. Loài này được (S.B.Jones & Stutts) H.Rob. mô tả khoa học đầu tiên năm 1993.